# Тертий
Те́ртий (др.-греч. Τέρτιος, лат. Tertius) — по преданию, один из семидесяти апостолов, коринфский христианин, переписывавший послание апостола Павла к Римлянам: «Приветствую вас в Господе и я, Тертий, писавший сие послание» (Рим. 16:22). 
Ряд авторов считает, что Тертий переписывал послание Павла с его подлинной рукописи и, возможно, сделал его перевод на греческий, так как адресованное римлянам послание могло быть написано на латыни.
После Сосипатра Тертий был вторым епископом в Иконии, где и принял мученическую смерть за Христа в I веке, его пронзили заострённым деревом.
Память апостола Тертия совершается в Православной церкви 4 (17) января, 30 октября (13 ноября) и 10 (23) ноября.